# Dichroa versicolor
Dichroa versicolor là một loài thực vật có hoa trong họ Tú cầu. Loài này được (Fortune) D.R.Hunt mô tả khoa học đầu tiên năm 1981.

## Hình ảnh

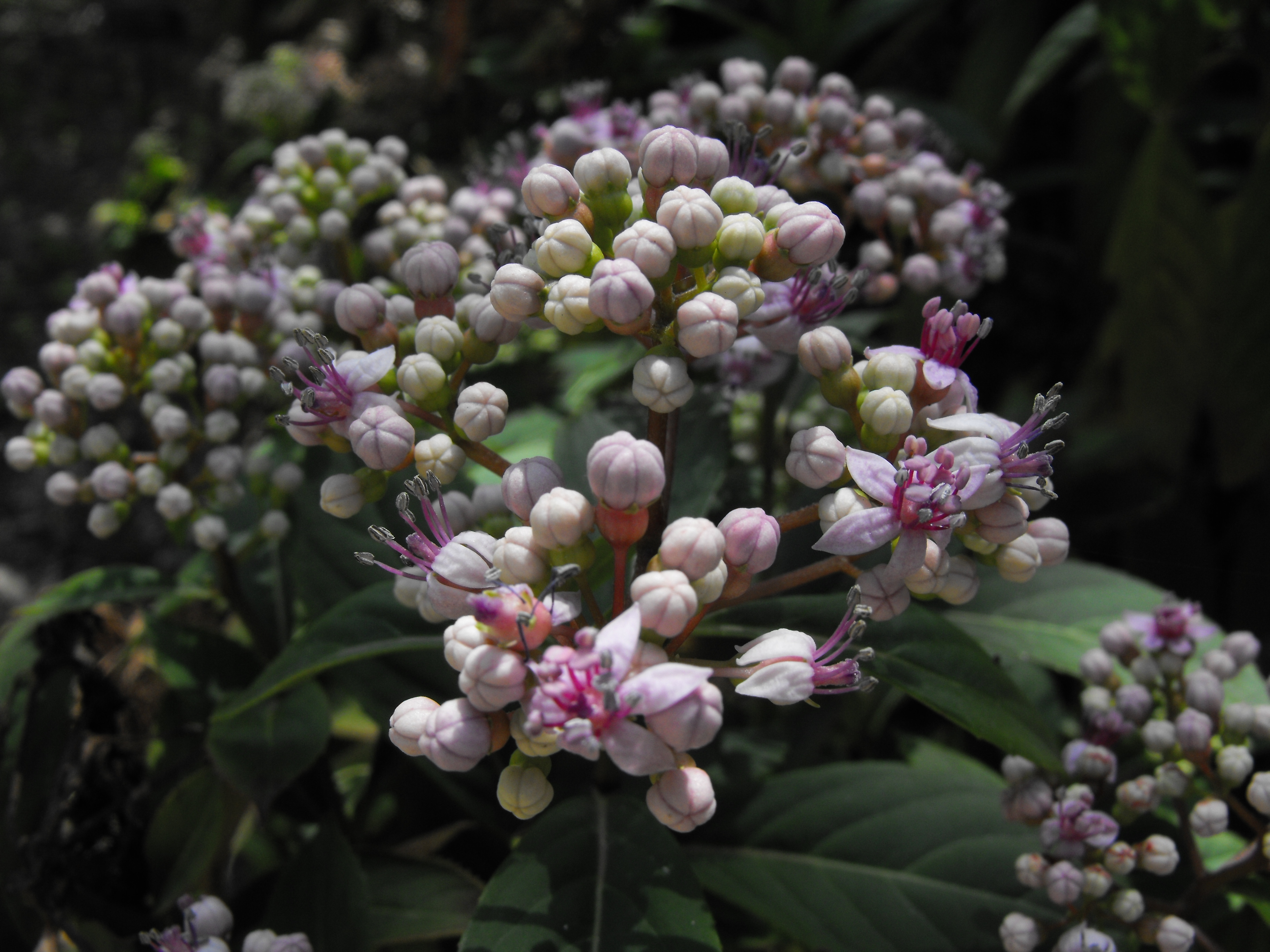
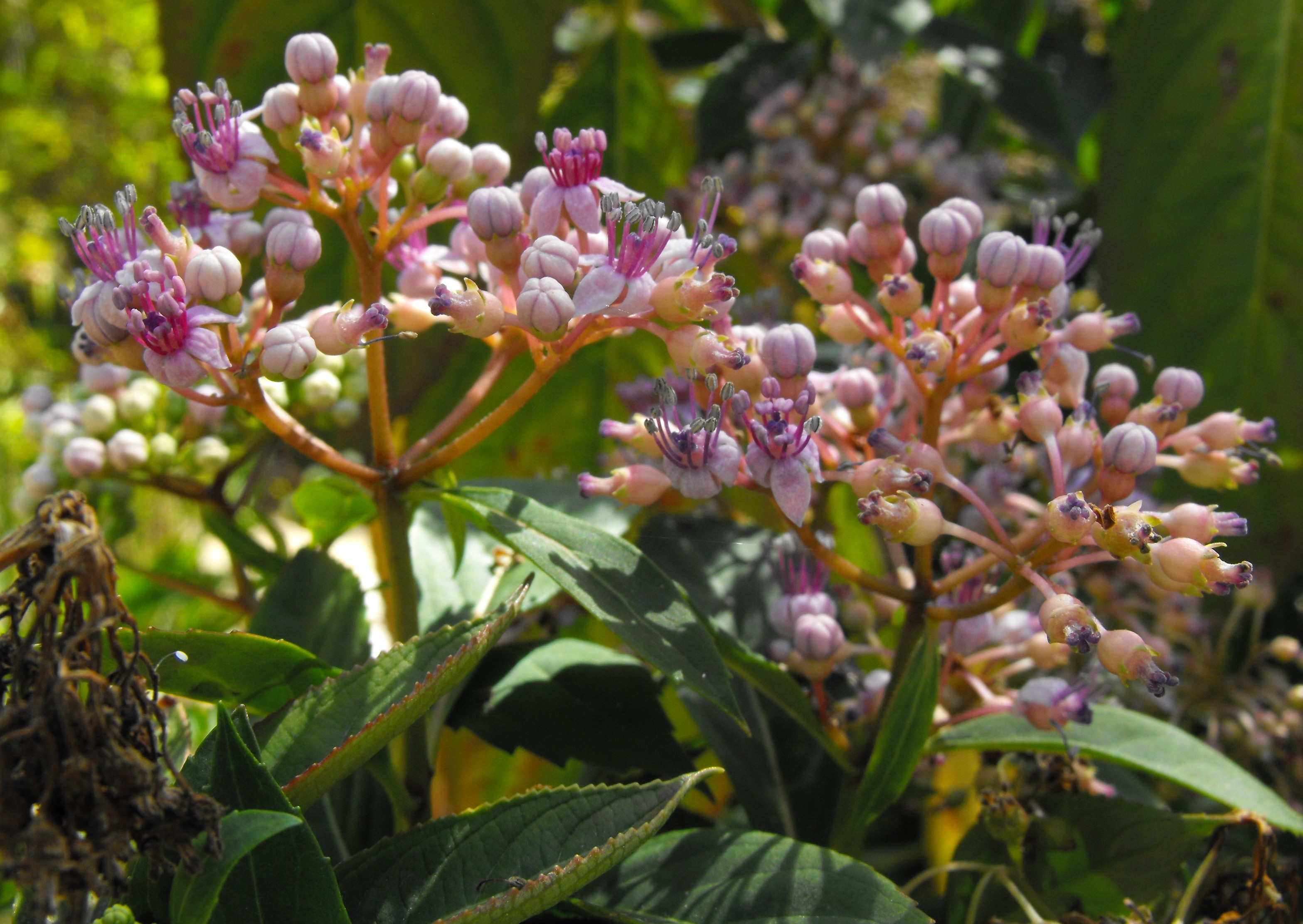